# HTR Media

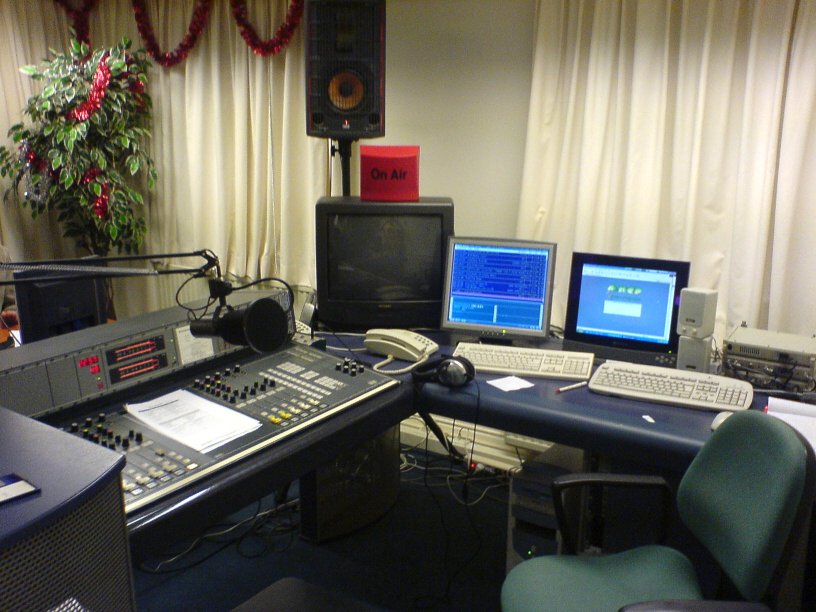
De studio van HTR Radio

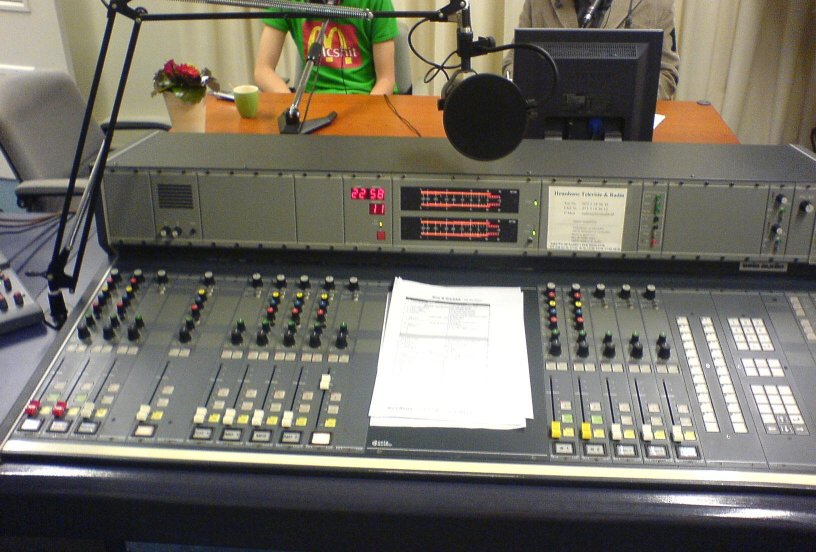
De mengtafel van HTR Radio

HTR Media was sinds 1997 de lokale omroep voor de gemeente Heusden (Noord-Brabant) en verzorgde voor deze gemeente zowel radio- als televisie-uitzendingen.
HTR Radio was in de regio Heusden in de ether te ontvangen op 105,7 MHz (FM), en op de kabel (alleen binnen de gemeente) op 87,5 MHz.
De studio van HTR Radio was gevestigd onder het gemeentehuis van Heusden (in Vlijmen).
De organisatie van de HTR bestond geheel uit vrijwilligers.

## Historie en heden
Sinds 1987 is de lokale omroep DOS (Drunense Omroep Stichting) binnen de toenmalige gemeente Drunen actief. In 1991 is het initiatief gestart om daadwerkelijk te beginnen met uitzendingen. Een kabelkrant werd opgezet, geheel gemaakt door vrijwilligers. Ook vonden regelmatig uitzendingen plaats met bewegende beelden. In Vlijmen was er de VLOS. (Vlijmense Omroep Stichting) met alleen radio-uitzendingen. In Heusden was er op dat moment geen lokale publieke omroep.
In 1997 werd door het samengaan van de kernen Drunen, Vlijmen en Heusden de Drunense Omroep Stichting (DOS) gefuseerd met de Vlijmense Lokale Omroep (VLOS).
Hieruit ontstond de huidige stichting HTR. De wet vereist namelijk dat een gemeente slechts één lokale publieke omroep mag hebben. De HTR is aangesloten bij de OLON (Organisatie van Lokale Omroepen Nederland.
Per 27 december 2023 is de zendvergunning overgenomen door Langstraat Media, die al streekomroep voor Waalwijk, Loon op Zand en Dongen is. HTR is gestopt als lokale omroep van de gemeente Heusden.